# Agnes van Courtenay
Agnes van Courtenay ook wel Agnes van Edessa (Edessa, 1136 - Akko, voorjaar 1184) was koningin van Jeruzalem door haar huwelijk met Amalrik I van Jeruzalem.
Ze was een dochter van Jocelin II van Edessa en Beatrix van Saone, en een zuster van Jocelin III van Edessa. Ze werd al jong uitgehuwelijkt aan Reinoud van Marash, maar die overleed al in 1149. Vervolgens verloofde ze zich rond 1156/1157 met Hugo van Ibelin, maar toen die gevangen werd genomen tijdens een slag met de moslims in 1157, huwde Agnes met de toen nog graaf van Ashkelon en Jaffa zijnde Amalrik, die in 1162 tot koning Amalrik I van Jeruzalem werd gekroond. Het echtpaar kreeg drie kinderen: Boudewijn, Sibylla en de jong gestorven Alice. Al snel na het koningschap blijkt dat Amalriks huwelijk nietig verklaard moet worden, omdat Agnes een nicht van hem is, wat niet toegestaan wordt door het christendom. Het huwelijk werd geannuleerd en Agnes krijgt het domein van Jaffa toebedeeld. Amalrik hertrouwt met Maria Komnenos. Agnes hoopt nog op een nieuw huwelijk met Hugo d'Ibelin maar die overlijdt rond 1169/1170 tijdens een pelgrimstocht. Ze huwt een vierde maal in 1170 met Reginald van Sidon. Agnes overlijdt in het voorjaar van 1184 in haar kasteel te Jaffa. Haar oudste zoon, de melaatse koning Boudewijn IV overleed nog geen half jaar later aan zijn slopende ziekte.